# Инцидент с пощёчинами Паттона
Инцидент с пощёчинами Паттона — инцидент, произошедший с американским генерал-лейтенантом Джорджем Паттоном во время Второй мировой войны, в период кампании на Сицилии, сыгравший ключевую роль в дальнейшей военной карьере генерала.
Генерал Паттон считал своим долгом инспектировать военные госпитали и ободрять получивших ранения в боях солдат, одновременно с этим считая, что не может быть ничего хуже трусости в бою. 3 июля 1943 года он посетил 15-й эвакуационный госпиталь, где среди раненых встретил двух солдат, у одного из которых был жар (как выяснилось впоследствии, он страдал малярией и дизентерией), у другого — тяжёлое нервное потрясение. Рассердившись и обвинив солдат в трусости, Паттон дал каждому из них пощёчину. 16 августа 1943 года, когда войска Паттона вошли в Мессину, слухи об инциденте дошли до генерала Эйзенхауэра, заставившего Паттона принести извинения; Паттон сначала написал письмо с извинениями на имя Эйзенхауэра, но в итоге был принуждён приносить извинения публично перед всей 3-й дивизией, что вызвало протест со стороны уважавших его солдат.
В ноябре 1943 года об инциденте стало известно американским журналистам, вследствие чего в прессе разразился грандиозный скандал о недопустимом поведении генерала. Хотя многие представители американской и европейской общественности выступали в защиту Паттона, Эйзенхауэр в начале 1944 года снял с него командование американскими войсками на Сицилии и отправил в Великобританию, где Паттон возглавил не существовавшую в реальности «Первую группу армии США», созданную лишь для введения в заблуждение немцев. В итоге Паттон не играл никакой роли в высадке союзников в Нормандии во время так называемого «дня Д», хотя после высадки всё-таки получил командование над 3-й армией в Нормандии.
В американской военно-исторической науке инциденту посвящаются отдельные публикации и книги.